# Disphragis externa
Disphragis externa är en fjärilsart som beskrevs av Walker 1858. Disphragis externa ingår i släktet Disphragis och familjen tandspinnare. Inga underarter finns listade i Catalogue of Life.